# Stade Justin Peeters
 (juillet 2022).
Si vous disposez d'ouvrages ou d'articles de référence ou si vous connaissez des sites web de qualité traitant du thème abordé ici, merci de compléter l'article en donnant les références utiles à sa vérifiabilité et en les liant à la section « Notes et références ».
Le Stade Justin Peeters, est un ancien stade de football situé à Wavre près de Bruxelles, en Belgique et ancien fief du Racing Jet Wavre, qui était venu au fil des ans se retrouver au nord-est du centre-ville sous l'adresse significative de l'Avenue du Centre Sportif. En 2021, la ville l'a converti en terrain de hockey sur gazon.
De par ses dimensions, le stade est plus que suffisamment spacieux pour un club qui joue ses matchs à domicile devant un nombre de spectateurs à près de trois chiffres, car il comprend deux tribunes luxuriantes sur les côtés, de sorte que le manque de développement derrière les buts ne va pas dans d'autres chutes de poids. Pour être exact, ne sortira que des tribunes fortement surélevées pour les jeux, où vous pourrez vous asseoir jusqu'à quinze rangées de coques de siège vertes sans dossier. Dans la tribune principale, plus précisément à l'intérieur, il y a un vestiaire, et le taxi du club n'est guère plus que ce qui peut suivre le match. Les tribunes opposées sont constituées de bancs en bois, ne sont pas accessibles et c'est probablement mieux ainsi. Une rénovation s'impose d'urgence car elle donne une impression très usée. En attendant, les tribunes opposées sont temporairement utilisées à des fins publicitaires, pour installer quelques panneaux publicitaires. De plus, on peut admirer le caractère du club hôte sur le toit.
Le stade devrait accueillir la coupe du monde masculine de hockey sur gazon 2026 et la coupe du monde féminine de hockey sur gazon 2026 conjointement avec le stade d'Amstelveen aux Pays-Bas.